# Wiedźmy (manga)
Wiedźmy (jap. 魔女 Majo) – manga autorstwa Daisuke Igarashiego, publikowana na łamach magazynu „Gekkan Ikki” wydawnictwa Shōgakukan od kwietnia 2003 do listopada 2004. W Polsce prawa do jej dystrybucji nabyło wydawnictwo Waneko.

## Publikacja serii
Manga ukazywała się w magazynie „Gekkan Ikki” 25 kwietnia 2003 do 25 listopada 2004. Wydawnictwo Shōgakukan zebrało ją w dwóch tankōbonach, wydanych 30 kwietnia 2004 i 28 stycznia 2005.
W Polsce wydanie mangi w jednym tomie zbiorczym zapowiedziało wydawnictwo Waneko, premiera odbyła się zaś 26 lutego 2024.
| Nr | Język japoński   | Język japoński         | Język polski   | Język polski           |
| Nr | Data wydania     | ISBN                   | Data wydania   | ISBN                   |
| -- | ---------------- | ---------------------- | -------------- | ---------------------- |
| 1  | 30 kwietnia 2004 | ISBN 978-4-09-188461-9 | 26 lutego 2024 | ISBN 978-83-8242-652-6 |
| 2  | 28 stycznia 2005 | ISBN 978-4-09-188462-6 | 26 lutego 2024 | ISBN 978-83-8242-652-6 |

## Odbiór
W 2004 roku manga otrzymała nagrodę za doskonałość podczas 8. edycji Japan Media Arts Festival.